# Exorbaetta metanira
Espèce
Exorbaetta metanira est une espèce de lépidoptères (papillons) de la famille des Lycaenidae, de la sous-famille des Theclinae et du genre Exorbaetta.

## Dénomination
Exorbaetta metanira a été décrit par William Chapman Hewitson en 1867, sous le nom initial de Thecla metanira.

## Description
Exorbaetta metanira est un petit papillon d'une envergure d'environ 34 mm, aux antennes et aux pattes annelées de blanc et de noir, avec une longue et fine queue à chaque aile postérieure.
Le dessus est marron suffusé avec de grandes plages bleu-vert métallisé à vert métallisé ne laissant qu'une très large bordure marron métallise.
Le revers est blanc beige avec aux ailes postérieures une ligne postdiscale de traits blancs doublés de marron et deux ocelles, un anal marron et un jaune pupillé de marron entre les deux queues.

## Écologie et distribution
Exorbaetta metanira est présent en Colombie, en Équateur, au Pérou, au Brésil, au Surinam, en Guyana et en Guyane,,,.

### Protection
Pas de statut de protection particulier.